# Richard Ayoun
Pour les articles homonymes, voir Ayoun (homonymie).
Richard Ayoun (né le 23 janvier 1948 à Oran, en Algérie et mort le 30 mai 2008 à Paris 15e,,) est un historien français. Il était maître de conférences hors classe habilité à diriger des recherches, à l'Institut national des langues et civilisations orientales où il a enseigné la civilisation d'Israël et du monde séfarade de 1979 à 2008.

## Biographie
Richard Ayoun est docteur en histoire, licencié d'hébreu, maître de conférences hors classe en civilisation d'Israël (monde séfarade) à l'Inalco depuis 1979.
Ses études ont porté sur : en licence : Histoire des Juifs de l'Antiquité à l'époque médiévale et l'histoire contemporaine des Juifs en terre d'Islam ; en master I : Recherches sur le Judaïsme entre Islam et Chrétienté ; en master II : l'Étude des communautés juives séfarades et ashkénazes.
Il enseigne l'histoire des juifs d'Afrique du Nord et l'histoire des Juifs à l'époque moderne à l'université Paris-VIII depuis 1991 et l'histoire des juifs à l'époque contemporaine à l'université Paris-Sorbonne de 1984 à 2003.

À l'Institut universitaire d'études juives Elie-Wiesel, il enseigne l'histoire du judaïsme français.
Il a participé à 108 jurys ou directions de maîtrises ou de masters 1 ; à 227 jurys ou directions de DEA ou de master 2 ; à 26 jurys de thèses de doctorat.
Il est l'auteur de 450 comptes rendus, 4 livres, a collaboré à 80 ouvrages, et a écrit 156 articles sur le judaïsme séfarade, sur le judaïsme d'Afrique du Nord, et sur le judaïsme français.

## Publications

### Ouvrages
- Typologie d'une carrière rabbinique L'exemple de Mahir Charleville, préface de Pierre Chaunu, Presses universitaires de Nancy, 1993, 2 vol., 1004 p.
- Les Juifs de France de l'émancipation à l'intégration (1787-1812), L'Harmattan, coll. « Judaïsmes », 1997, 320 p.
- Un Grand rabbin au XIXe siècle : Mahir Charleville 1814-1888 », préface de Jean-Pierre Filippini, Cerf, 1999, 545 p.
- Les Judéo-Espagnols : Les chemins d'une communauté, Paris, JEAA (Judéo-Espagnol à Auschwitz), mars 2003, 82 p. ; traduction en anglais The Judeo-Spanish people : Itineraries of a community, Paris, JEAA, mars 2003, 82 p.
- « Une vie d'historien, Hommage à Richard AYOUN », Brit, Revue des Juifs du Maroc,  Hiver 2008, 214 p. + 7 p. en hébreu.
- Numéro spécial de la Revue Européenne des Études Hébraïques (REEH) À la mémoire de Richard AYOUN,  Hors-série, 2008, 361 p. + 9 pages en hébreu : " Les Juifs du Constantinois de l'Antiquité à la fin de l'époque romaine ", au Colloque International organisé par le groupe de recherche Langues et Cultures des Juifs du Maghreb et de la Méditerranée Occidentale - LaCNAD - INALCO, Patrimoine des Juifs du Maghreb : Miroir d'une diversité culturelle, 15 décembre 2008, p. 9-25 ; " Les Juifs livournais à Tunis au XVIIIe siècle et au-delà ", au Colloque : La Tunisie et ses étrangers, Tunis (1er - 3 novembre 1996), Université des lettres arts et sciences humaines, Faculté des sciences humaines et sociales, Tunis, p. 26-65 ; " Les Juifs d'Algérie au-delà des pressions officielles et des lobbies de mémoire ", au colloque du 20 au 22 juin 2006, p. 66-95 ; " De la prostitution juive en Algérie aux époques précoloniales et coloniales françaises ", p. 96-141 ; " Adolphe Crémieux et l'émancipation des Juifs d'Algérie ", à la table ronde scientifique les combats d'Adolphe-Isaac Crémieux au Carré d'Art à Nîmes organisé par le Centre de Recherches "Juifs et Chrétiens d'Orient" Université Paul Valéry Montpellier III et le Centre culturel Adolphe-Isaac Crémieux, Nîmes, 11 mars 1999, p. 142-198 ; " Le rabbin Samuel Aboulker, et des membres de sa famille ", p. 195-198 ; " Juifs et Musulmans en Algérie jusqu'aux manifestations antisémites de la fin du XIXe siècle ", p. 199-252 ; " La violence antijuive des Musulmans en Algérie de 1930 à 1940 ", au colloque Die Entstehung von Feindbildern im Konflikt um Palästina du 6 au 8 septembre 2000, Technische Universität Berlin, Allemagne, Leske + Budrich, Opladen, p. 253-326 ; " Exclusion ou exil ? Les Juifs d'Afrique du Nord (XIXe - XXe siècle) ", au séminaire de doctorat 2003-2004, " La problématique de l'exclusion " au Centre de Recherches " Juifs, Arméniens et Chrétiens d'Orient ", à l'Université Paul Valéry Montpellier III, p. 327-349 ; " Les Juifs d'Algérie de la Régence turque à la Ve République ", à la troisième journée du livre d'Histoire et de Recherche Juives, à l'Espace Rachi, Paris, 9 novembre 2003. Présidence de ce colloque, p. 350-362.
- Juifs d'Algérie 1830-1907. Inventaire des archives consistoriales et bibliographie. Paris-Louvain, PEETERS, Collection de la revue des études juives, 2017, 3 tomes, XXXIV-1555 p.

### Ouvrages en collaboration
- Catalogue des manuscrits de la bibliothèque de l'AIU (Alliance israélite universelle), t. 1, manuscrits judaica, en collaboration avec Georges J. Weill et Samuel Kerner, Paris, 1979, 110 p.
- Les Juifs d'Algérie deux mille ans d'histoire, en collaboration avec Bernard Cohen, préface de Gérard Nahon, Paris, J.C. Lattès, 1982, 264 p. ; réédition Alger, Rahma, 1994.
- " Contribution à l'histoire des Juifs de Bône ", Sheerit Yaakob recueil de sermons novellae et responsa de Jacob Parienti rabbin à Bône (Algérie), Jérusalem, Daf-Chen Press, 1982, 24 p. en hébreu + 390 p. + XXVI p., pp. V-XXVI.
- Séfarades d'hier et d'aujourd'hui : 70 portraits, en collaboration avec Haim Vidal Sephiha, Paris, Liana Levi, mars 1992, 368 p. ; traduction en espagnol Los sefardies de ayer y de hoy 71 Retratos, Madrid, Edaf Ensayo, mai 2002, 397 p., avec un supplément Baruj Espinosa, p. 186-193.
- Initiation au judaïsme, au christianisme et à l'islam, avec Ghaleb Bencheikh et Régis Ladous, Le Judaisme, Paris, Ellipses, 2006, 368 p., p. 1-124, 362-368 .

### Participation à des ouvrages collectifs
- « Les Tétouanais à Oran d'après des souvenirs de famille », Mosaïques de notre mémoire, Les Judéo-espagnols, Paris, Centre d'Études Don Isaac Abravanel, U.I.S.F., 1982, 274 p., p.  195-218.
- « Les efforts d'assimilation intellectuelle et l'émancipation législative des Juifs d'Algérie », Cultures Juives méditerranéennes et orientales, Paris, Syros, octobre 1982, 397 p., p.  171-188.
- « La naturalisation collective des Juifs d'Algérie et l'insurrection musulmane de 1871 » (en hébreu), Shorashim Bamizra'h, Racines en Orient, vol. 1, Ef-Al, Israël, Institut Ya Tabenkin, Hakibbutz Hameu'had, 1986, 478 p., p.  11-35.
- « Une femme philanthrope : Madame Cécile Furtado-Heine (1821-1896)», Centenaire de la Synagogue de Versailles, Versailles, septembre 1986, 56 p., p.  16-23.
- « Un grand homme de la communauté juive de Versailles : l'ingénieur général du génie maritime Louis Kahn (1895-1967) », Centenaire de la synagogue de Versailles, Versailles, septembre 1986, 56 p., p.  33-36.
- « Une présence plurimillénaire », Les Juifs d'Algérie, Images et Textes, Paris, Scribe, 1987, 319 p., p.  8-23.
- « Bône, la miraculeuse », Les Juifs d'Algérie, Images et Textes, Paris, Scribe, 1987, 319 p., p.  148-153.
- « Les Aboulker à travers les âges », Recherches sur la culture des Juifs d'Afrique du Nord, édité par Issachar Ben-Ami, Jérusalem, Hamakor Press, 1991, CXX + 392 p., pp. XCIX-CIV.
- « Algérie et Tunisie du XIIIe au XXe siècle », dans Les Juifs d'Espagne histoire d'une Diaspora 1492-1992, Paris, Liana Levi, 1992, 722 p., p.  507-518, 549 ; réédité en 1998; traduction espagnole Madrid, Editorial Trotta, 1993, 668 p., p.  475-485.
- « Monde Séfarade d'Orient et d'Afrique du Nord » dans le Dictionnaire Encyclopédique du Judaïsme, Paris, Cerf, 1993, 1771 p., p.  1355-1375 ; réédité Cerf/Robert Laffont, (coll. « Bouquins »), 1996, XVI +1635 p., p.  1234-1254.
- « Proclamation aux habitants d'Alger », « L'Algérie aux Jésuites », « Drumont porté en triomphe », « Rue Littré, La foule à l'occasion de la venue de Max Régis », dans Une tragédie de la Belle Époque : l'affaire Dreyfus, sous la direction de Béatrice Philippe, Clichy, I.N.A.L.C.O., Comité du Centenaire de l'Affaire Dreyfus, 1994, 175 p., p.  151-152.
- « L'œuvre poétique non guerrière de Samuel Ibn Nagréla. 1993 : Millénaire de sa naissance » dans Sephardica 1. Hommage à Haïm Vidal Séphiha, édité par Winfried Busse, Heinrich Kohring, Moshe Shaul, Berne, Peter Lang, 1996, 646 p., p.  139-153.
- « Le tournant de 1989 en Algérie d'après une lecture des journaux français » dans 1989 en Algérie. Rupture tragique ou rupture féconde ?, Le Maghreb littéraire, Toronto, Ontario, Canada, Les Éditions de la Source, avril 1999, 259 p., p.  67-93.
- « Le Judaïsme en France au XIXe siècle », Questions d'histoire. Religion et culture de 1800 à 1914 (Allemagne - France - Italie - Royaume-Uni), Concours 2002-2003 des CAPES et des Agrégations d'histoire et de géographie, Paris, Éditions du Temps, (coll. « Histoire contemporaine »), 2001, 351 p., p.  150-173.
- « Des Portugais à Bordeaux et à Bayonne à l'époque moderne », Cadernos de Estudos Sefarditas, Cátedra de Estudos Sefarditas « Alberto Benveniste », Faculdade de Letras da Universidade de Lisboa, Lisbonne, Portugal, no 1, 2001, p.  9-26.
- « La minorité juive en Algérie », dans Tracer le chemin, Mélanges offerts aux Professeurs René-Samuel Sirat et Claude Sultan publiés sous la direction de Carol Iancu, École des Hautes Études du Judaïsme, université Paul-Valéry -Montpellier III (Coll. « Sem »), 2002, 222 p., p.  51-60.
- « Les Juifs d'Oran dans les années 1850 », dans Mélanges offerts à Charles Leselbaum, Édition établie par Luis Negró Acedo, Paris, Éditions Hispaniques, 2002, 602 p., p.  69-89.
- « Les Juifs face aux problèmes nés de la Guerre et au rétablissement de la Paix de 1911 à 1946 », Les Sociétés, la guerre et la paix de 1911 à 1946 (Europe, Russie puis URSS, Japon, États-Unis), Concours 2004-2005 des CAPES et des Agrégations d'histoire et de géographie, Paris, Éditions du Temps, (coll. « Questions d'histoire »), 2003, 416 p., p.  381-411.
- « L'histoire tourmentée des Juifs d'Algérie, entre antijudaïsme et antisémitisme » dans L'épreuve d'une décennie. Algérie, art et culture 1992-2002, Paris, Paris-Méditerranée, 2004, 208 p., p.  136-158, 203.
- « La précarité d'un refuge : l'émigration des Juifs tétouanais (1790-1860) » dans Présence juive au Maghreb. Hommage à Haïm Zafrani, Saint-Denis, Bouchène, 2004, 604 p., p.  51-67.
- « L'Extermination des Juifs par les Nazis », dans L'épreuve d'histoire-géographie pour le CRPE (Concours de recrutement des professeurs des écoles), coordonné par Hélène Fréchet, Nantes, Éditions du Temps, 2005, 253 p., p.  207-220.
- « Le nazisme », dans L'épreuve d'histoire-géographie pour le CRPE (Concours de recrutement des professeurs des écoles)', 'coordonné par Hélène Fréchet et Édith Fagoni, Nantes, Éditions du Temps, 2006, 446 p., p.  368-390.
- « Les guerres au XXe siècle », dans L'épreuve d'histoire-géographie pour le CRPE (Concours de recrutement des professeurs des écoles), coordonné par Hélène Fréchet et Édith Fagoni, Nantes, Éditions du Temps, 2006, 446 p., p.  391-426.
- « Le commerce en Méditerranée occidentale XVIe – XVIIIe siècles » dans Le monde sépharade. I. histoire, sous la direction de Shumel Trigano, Le Seuil, 2006, 1008 p., p.  348-366.
- « En Libye, en Tunisie et en Algérie à l'époque coloniale XIXe – XXe siècles », dans Le monde sépharade. I. histoire, sous la direction de Shumel Trigano, Le Seuil, 2006, 1008 p., p.  592-611.
- « Les Juifs d'Afrique du Nord pendant la Seconde Guerre Mondiale », dans Le monde sépharade. I. histoire, sous la direction de Shumel Trigano, Le Seuil, 2006, 1008 p., p.  955-963.
- « Les courants de communication des sépharades avec les achkénazes » dans Le monde sépharade. II. civilisation sous la direction de Shumel Trigano, Le Seuil, 2006, 816 p., p.  653-669.
- « Robert Schuman, le père de l'Europe », dans Penser et Construire l'Europe 1919 - 1992, Concours 2008-2009 des CAPES et des Agrégations d'histoire et de géographie, Paris, Éditions du Temps, (coll. « Questions d'histoire »), 2007, 319 p., p.  177-212.
- « Jean Monnet, le bâtisseur de l'Europe » dans Penser et Construire l'Europe 1919 - 1992, Concours 2008-2009 des CAPES et des Agrégations d'histoire et de géographie, Paris, Éditions du Temps, (coll. « Questions d'histoire »), 2007, 319 p., p.  133-176.
- « Les écoles de l'Alliance Israélite Universelle en Algérie. L'adaptation du judaïsme aux réalités en Algérie », Mémoires de l'Alliance. Cahiers d'Études Maghrébines, Nouvelle série, no 2008, 308 p., p.  14-32.
- « De l'émancipation à l'exode brutal des Juifs d'Algérie », dans La fin du Judaïsme en terre d'Islam, ouvrage collectif, 510 p., p.  210-227.
- Dans Encyclopedia of Jews in Islamic World (EJIW), Brill, Leiden, Pays-Bas, 5 vol., 2010 dans le Tome 1 : « Aboulker (Abu 'l-Khayr) Family », p.  17-18 ; « Aïn-Beida », p.  17-18 : « Aïn-Témouchent », p.  97 ; « Algiers », p.  155-159 ; « Allatini Family », p.  169-170 ; « Allatini Moise », p.  170-171 ; « Alataras Jacques Isaac », p.  191-192 ; « Bacri David Cohen », p.  309-310 ; « Bacri David Cohen », p.  309-310 ; « Bacri Jacob Cohen », p.  310 ; « Bacri Joseph Cohen », p.  311-312 ; « Béjaïa (Bougie) », p.  367-368 ; « Benichou Family », p.  413-414 ; « Benichou-Aboulker Berthe », p.  415 ; « Biskra », p.  479 ; « Bush'ara (Bouchara) Family », p.  520-521 ; « Busnach (Bãjan~h) Family Diplomatic », p.  17-18 ; « Cherchell », p.  602. dans le Tome 2 : « Darmon Amram », p.  30-31 ; « Darmon Mas'ud », p.  31 ; « Darmon Mordechai », p.  31-32 ; « Gozlan Élie », p.  295-296 ; « Guelma », p.  309-310 ; « Honein », p.  309-310. dans le Tome 3 : « Kanouï Simon », p.  103-104 ; « Khenchela », p.  152-153 ; « Marnia », p.  342-343 ; « Mascara », p.  363-364 ; « Médéa », p.  375 ; « Miliana » p.  421-422 ; « Nédroma », p.  568-569 ; « Orléansville », p.  602. dans le Tome 4 : « Philippeville », p.  48-49 ; « Relizane », p.  155 ; « Sidi Bel Abbès », p.  367-368 ; « Souk-Ahras », p.  45 ; « Tébessa », p.  505 ; « Tiaret », p.  496-497 ; « Zarsis », p.  663-664.
- « Synthèse du colloque L'Alliance Israélite Universelle en Tunisie (1860-1967), et les transformations socio-culturelles de la communauté juive, organisé par la Société d'Histoire des Juifs de Tunisie en Sorbonne du 4 au 7 avril 2005 », dans Brit, Revue des Juifs du Maroc, « Les 150 ans de l'Alliance Israélite Universelle », Ashdod, Israël, no 30, été 2011, 139 p + 176 p. en hébreu, p.  29-47.
- « Albert Camus et la famille Bénichou dans les années 1940 », L'écriture de l'histoire juive. Mélanges Gérard Nahon, Collection de la revue des Études juives, sous la direction de Danièle Iancu-Agou et Carol Iancu, Paris-Louvin, Peeters, 2012, 686 p., p.  595-606.

### Actes de colloques ou congrès
- « Un modèle de carrière rabbinique pour la France au XIXe siècle », Proceedings of the Eighth World congress of Jewish Studies, Jerusalem, August 16-21, 1981, Division B, the history of the Jewish People, Jérusalem, World Union of Jewish Studies, 1982, 196 p. + 228 p. en hébreu, p.  131-137.
- « Un Grand rabbin français en Algérie : Mahir Charleville (1864-1877) », Les relations intercommunautaires juives en Méditerranée occidentale XIIIe – XXe siècle, actes du colloque international de l'institut d'histoire des pays d'outre-mer, abbaye de Sénanque, mai 1982, Paris, CNRS, 1984, 299 p., p.  162-169.
- « Problématique des conflits internes de la communauté juive : Simon Kanouï, président du consistoire israélite d'Oran (1873-1916) », Proceedings of the Ninth World Congress of Jewish Studies, Jerusalem, August 4-12, 1985, Division B, volume III, the history of the Jewish people (The modern times), Jérusalem, World union of Jewish Studies, 1986, 404 p. + 5 p. en hébreu, p.  75-82.
- « L'émancipation des Juifs d'Algérie », colloque Politique et religion dans le Judaïsme moderne, des communautés à l'émancipation, Centre d'études juives, université de Paris IV-Sorbonne, les 18-19 novembre 1986, Paris, Presses de l'Université de Paris-Sorbonne, septembre 1987, 194 p., p.  167-181.
- « La carrière politique de Samuel Ibn Nagréla, juif espagnol du XIe siècle », colloque Politique et Religion dans le Judaïsme antique et médiéval, Centre d'Études juives, Université de Paris IV Sorbonne, les 8 et 9 décembre 1987. Paris, Desclée, 1989, 370 p., p.  209-248.
- « Un médecin marrane au service de la couronne de France : Élie de Montalto » dans Inquisição, 1er congrès international sur l'Inquisition, Lisbonne, Portugal, Sociedade portuguesa de estudos do século XVIII, 17 au 20 février 1987, Universitária editora, Lisbonne, 1989, vol. I, 464 p., p.  73-91.
- « Mayer Charleville, premier grand rabbin de Metz sous le régime consistorial en France », Proceedings of the tenth world congress of Jewish Studies, Jerusalem, August 16-24, 1989, division B, volume II, (the History of the Jewish people), Jérusalem, World union of Jewish Studies, 1990, 590 p. + 5 p. en hébreu, p.  259-266.
- « Les Juifs en Europe à la veille de la Seconde Guerre mondiale », Colloque International l'Année 40 en Europe, organisé par le Mémorial de Caen « un musée pour la paix », Centre de Recherche d'Histoire Quantitative (C.N.R.S.) de l'université de Caen, 29-30 novembre 1990, Caen, Mémorial de Caen, 1991, 250 p., p.  213-222.
- « Des Marranes, au Sud-Ouest de la France », XIe Congrès de la Fédération française de généalogie, Histoire des Familles, Héraldique, Sigillographie, Bordeaux du 9 au 12 mai 1991, Bordeaux, 1992, 206 p., p.  91-105.
- « Élie de Montalto, un médecin marrane », dans Inquisição : Ensaios sobre Mentalidade, Heresias e Arte, 1er Congrès International sur l'Inquisition, Université de São Paulo, Brésil, mai 1987. São Paulo, EDUSP, 1992, 796 p., p.  292-306.
- « Jacques Ier le Conquérant et les Juifs de Montpellier », Colloque cinq siècles de vie juive à Gérone, 20-21 novembre 1988, Centre d'Études Catalanes, Université de Paris-Sorbonne (Paris IV), Paris, Éditions Hispaniques, décembre 1992, 146 p., p.  85-119.
- « L'impact de la Révolution sur le Rabbinat français : les Rabbins, la communauté de Metz et la Révolution française », Colloque Les juifs et la Révolution française Histoire et Mentalités, 16-18 mai 1989, Collège de France, éd. Mireille Hadas-Lebel et Évelyne Oliel-Grausz, Louvain-Paris, E. Peeters, 1992, 380 p., p.  167-187.
- « Les établissements des Juifs séfarades en Amérique Centrale et en Amérique du Sud : des Crypto-Juifs aux Juifs marocains », Actes du colloque « La civilisation d'al-Andalus dans le temps et l'espace » de l'université Hassan-II, Faculté des lettres et des sciences humaines III, Mohammedia, Maroc, du 16 au 18 avril 1992, 1993, 308 + 252 p. en arabe, p.  255-267.
- « Les Juifs d'Afrique du Nord du XVIIIe au XXe siècle », colloque L'enseignement de l'histoire et la culture séfarade organisé par le Centre international d'études de la civilisation juive dans les Universités, au 3e congrès sur le Judaïsme séfarade et oriental, 29 juillet au 2 août 1985, Jérusalem, dans Sephardic Studies in the University, édité par Jane S. Gerber, Madison, Teaneck, Fairleigh Dickinson University Press, Londres, Toronto, Associated University Presses, 1995, 308 p., p.  283-288.
- « Jerónimo Nunes Da Costa, un diplomate et financier entre Amsterdam et le Portugal au XVIIe siècle », au Colloque 1492, L'expulsion des Juifs d'Espagne, sous la direction de Roland Goetschel, Centre d'études juives, université Sorbonne Paris IV, du 11 au 13 mai 1992, Maisonneuve et Larose, 1996, 311 p., p.  111-119.
- « Estabelecimento dos Espanhóis no Magreb nos Séculos XIV e XV » dans Ibéria-Judaica: Roteiros da Memória au Congrès international América 92 : raízes e trajetórias du 16 au 20 août 1992, à l'Université de São Paulo, et du 23 au 27 août 1992 à l'Université de Rio de Janeiro, Brésil, sous la direction d'Anita Novinsky et Diane Kuperman, Rio de Janeiro, Expressão e cultura, São Paulo, Edusp, novembre 1996, 720 p., p.  357-374.
- « En nouvel exode, les Juifs d'Algérie au lendemain de l'indépendance », Colloque international Les Accords d'Évian, en conjoncture et en longue durée, université Paris VIII Saint-Denis, Le Centre d'Histoire économique et sociale Jean Bouvier, l'Institut Maghreb-Europe, du 19 au 21 mars 1992, Paris, Karthala, 1997, 265 p., p.  107-119.
- « Les Juifs de Tunisie et Bourguiba », Colloque international « La Traversée du Français dans une Tunisie plurielle », du 26 au 29 octobre 1995, Université York, Toronto, Canada, Faculté des Arts, Glendon, dans Tunisie plurielle sous la direction de Hédi Bouraoui dédié à Albert Memmi, Tunis, L'or du Temps, 1997, vol. I, 332 p. ; vol. II, Hédi Bouraoui, la Transpoésie, 160 p. ; vol. I, p.  295-306.
- « Les séfarades d'Espagne en Algérie aux XIIIe et XIVe siècles », dans From Iberia to Diaspora. Studies in Sephardic History and Culture, éd. par Yédida K. STILLMAN et Norman A. STILLMAN, Brills series in Jewish Studies, Vol. XIX, (second Colloque international Sephardic Studies du 21 au 23 avril 1991 à l'université de l'État de New York à Binghamton), Leyde, E.J. Brill, 1999, 563 p., p.  75-85.
- « Le commerce des Juifs livournais à Tunis à la fin du XVIIe siècle », au colloque Tunis, cité de la mer, organisé par la municipalité de Tunis et l'Université de Tunis I, du 20 au 22 novembre 1997, textes recueillis et publiés par Alia Baccar-Bournaz, Éditions l'Or du Temps, (coll. « Actes »), 1999, 362 p., p.  203-214.
- Synthèse du colloque Tunis, cité de la mer, organisé par la municipalité de Tunis et l'Université de Tunis I, du 20 au 22 novembre 1997, textes recueillis et publiés par Alia Baccar-Bournaz, Éditions l'Or du Temps, (coll. « Actes »), 1999, 362 p., p.  347-360.
- « Salonique : une communauté juive non marginale jusqu'au début du XVIIe siècle », dans Altérité, Mythes et réalités, sous la responsabilité de Chryssoula Constantopoulou, Colloque international de Sociologie : Identités culturelles, existence pluriculturelle, AISLF, Université de Macédoine, Thessalonique, du 1-3 octobre 1997, L'Harmattan, 1999, 223 p., p.  73-84.
- « Des journaux judéo-espagnols à Izmir et à Salonique jusqu'à la veille de la première guerre mondiale », au colloque international judéo-espaniol, The evolution of a culture. The judeo-Spanish language of the Sepharadim of Salonica du 19 au 20 octobre 1997 Ets Ahaïm Foundation, Thessalonique, 1999, 171 p., p.  89-102.
- « Les établissements des Juifs en Afrique du Nord après l'expulsion des Juifs d'Espagne », dans Actas del Encuentro Internacional Cinco Siglos de Presencia Judía en América 1492 - 1992 du 29 au 31 août 1992 à l'Instituto Cultural Argentino-Israelí, Buenos Aires, Argentine, 2000, 542 p., p.  215-222.
- « En Espagne musulmane, Hasdaï ibn Chaprout, premier juif à jouer un grand rôle dans la vie publique », Rencontre et échanges culturels : Civilisation hébraïque et civilisation arabe en Espagne au Moyen Âge, Colloque, École des Hautes Études du Judaïsme et les Sections d'Études hébraïques et arabes de l'INALCO du 27-28 mars 1995, 2000, 91 p., p.  33-38 ; et dans Neue romania, Judenspanisch V, Institut für Romanische Philologie der Freien Universität Berlin, Berlin, no 24, 2001, p.  25-35.
- « Les débuts du sionisme en Afrique du Nord » au Colloque Naissance du nationalisme juif 1880-1904, coordonné par le Conseil scientifique de l'université Charles de Gaulle Lille III, organisé par Jean-Marie Delmaire, du 3-4 novembre 1997, (Coll. « UL3 travaux et recherches »), 2000, 190 p., p.  165-175.
- « Les anciens cimetières juifs de Metz », Actes du colloque La mort et ses représentations dans le Judaïsme, Centre d'études juives, université de Paris IV-Sorbonne, 4-6 décembre 1989, Paris, Honoré Champion, (coll. « Bibliothèque d'études juives »), 2000, 386 p., p.  295-324.
- « Nécessités de la défense et respect des traditions religieuses : les préfets de la Moselle et les cimetières israélites de Metz », au colloque Les Préfets, leur rôle, leur action dans le domaine de la Défense (de 1800 à nos jours) du 29 au 30 septembre 2000 au Centre Arpège (Association pour la Recherche sur la Paix et la Guerre) Université de Reims Champagne-Ardenne et CEHD (Centre d'études d'histoire de la Défense), ministère de la Défense, au château de Vincennes, Paris, L.G.D.J., Bruxelles, Bruylant, 2001, 422 p., p.  157-179.
- « Séfaradité algérienne de l'errance dans l'œuvre d'Albert Bensoussan », Algérie : Nouvelle Écriture colloque international de l'Université York, Glendon et de l'Université de Toronto, Canada, 13 au 16 mai 1999, Paris, L'Harmattan, 2001, 267 p., p.  91-118, p.  254, p.  262.
- « L'établissement des crypto-juifs portugais à Nantes au XVIe siècle » dans La vie littorale, au 124e Congrès national des sociétés historiques et scientifiques, Nantes, du 19 au 26 avril 1999, Paris, Éd. du Comité des travaux historiques et scientifiques, 2002, 369 p, p.  303-320.
- « La Hara dans la cité de Tunis des origines à la veille du Protectorat » au Colloque international Méditerranée et méditerranéens : sociabilité, représentations du 26 au 29 avril 2000 organisé par la Faculté des Sciences Humaines et Sociales de l'Université de Tunis 1 et Duke University, Durham, Caroline du Nord, U.S.A., Tunis, M.I.P., 2002, 150 p., p.  79-101.
- « Les Juifs et les Musulmans en Espagne médiévale » au colloque organisé par Mémoire de la Méditerranée, L'interpénétration des cultures dans le bassin occidental de la Méditerranée, 14 novembre 2001 à la Sorbonne, Houilles, Mémoire de la Méditerranée, 1er trimestre 2003, 200 p., p.  47-57, 182, 191.
- « La communauté juive d'Algérie et la période 1954-1962 », Actes du colloque international des 7 et 8 octobre 2002 organisé par l'Unité mixte de recherche 5609 du CNRS, Université Montpellier III (États, Sociétés, Idéologie, Défense) et le Centre d'études d'histoire de la Défense (château de Vincennes), Des Hommes et des Femmes en Guerre d'Algérie, Paris, Autrement, (coll. « Mémoires »), 2003, 575 p., p.  151-175.
- « Les Juifs d'Algérie de l'Antiquité à l'acquisition de la nationalité française », L'Identité des Juifs d'Algérie, au Colloque Les Juifs d'Algérie : une expérience originale de la modernité du 9 et 12 décembre 1999 organisé par la Fédération des associations sépharades de France et le Collège des études juives de l'Alliance israélite universelle, Paris, Les Éditions du Nadir, décembre 2003, 216 p., p.  31-45, 175-214.
- « la diffusion du français à Salonique par l'Alliance israélite universelle de sa création à la fin du XIXe siècle », au Colloque international Europe et Judaïsme 1918-1939 du 12 au 14 décembre 1999 organisé par le Centre des études hébraïques et juives modernes et contemporaines, I.N.A.L.C.O.., sous le patronage du secrétaire général du Conseil de l'Europe et du ministre délégué aux affaires européennes, au malais du Luxembourg, avec le concours de l'Alliance israélite universelle, Center for Jewish Studies, UWM, (États-Unis), Notre Histoire, Paris, dans Neue Romania, Judenspanisch VIII, Veröffentlichungsreihe des Studienbereichs des Instituts für Romanische Philologie der Freien Universität Berlin, no 31, 2004, p.  55-72.
- « Les Judéo-berbères entre Mythe et Réalité » au colloque About the Berbers - History, Language, Culture and Socio-Economic Conditions du 3 au 5 mai 2000, RAAS, Reports on Asian and African Studies 2, édité par Bo Isaksson et Marianne Laanatza, Uppsala, Uppsala Universitet, Suède, 2004, 278 p., p.  74-89.
- « Les Allemands et l'Union générale des israélites de France (l'UGIF)", au colloque La France et l'Allemagne en guerre (novembre 1942-automne 1944) Occupation, Collaboration, Résistance, organisé par le Centre d'études d'histoire de la Défense, Ministère de la Défense, du 22 au 23 mars 1999, dans REEH (Revue Européenne des Études Hébraïques), Saint-Denis, no 11, 2005, p.  85-103.
- " Les Juifs d'Algérie au-delà des pressions officielles et des lobbies de mémoire ", au colloque du 20 au 22 juin 2006, Pour une histoire critique et citoyenne. Le cas de l'histoire franco-algérienne à l'École normale supérieure Lettres et sciences humaines, Lyon, 17 pages.
- « Désignation et symbolisme des pierres précieuses dans l'Ancien Testament » au colloque Les mots et expressions des couleurs dans diverses langues à l'université de Cergy-Pontoise, équipe CNRS métadis, dans Les cinq sens et sensations. Lexicographie contrastive, Berne, Peter Lang, 2007, 294 p., p.  1-18.
- « Juifs et Musulmans dans Retour à Thyna, La composée et La femme d'entre les lignes », au colloque international Transculturel-Transpoétique : l'œuvre d'Hédie Bouraouï, York University, Toronto, Canada, du 26 au 28 mai 2005, dans Perspectives critique, L'œuvre d'Heidi Bouraouï, Série monographique en sciences humaines 11, Université Laurentienne, Sudbury, Ontario, Canada, 2007, 415 p., p.  141-164.

### Articles
- « Critères d'une élection rabbinique à Paris en 1847 », Yod, Paris, 1er et 2e trimestres 1977, vol. 3, fasc. 1, p.  23-30.
- « Des Chrétiens et les Juifs sous l'Occupation », Sens, Paris, no   9/10, septembre-octobre 1978, p.  9-23.
- « Les Juifs d'Algérie de la dhimma à la naturalisation française », Les Temps Modernes, le second Israël, 34e année, Paris, mai 1979, p.  146-161.
- « Les Institutions juives en France sous l'occupation allemande », Daguesh, Centre universitaire d'études juives, Paris, t. II, octobre 1979, p.  54-70.
- « Les Juifs d'Oran avant la conquête française », Revue historique, Paris, avril-juin 1982, no 542, p.  375-390.
- « Quelques cérémonies des Juifs tétouanais en Oranie au XIXe et au début du XXe siècle », la culture sefardite, I, « L'area e la storia », la Rassegna mensile di Israel, Rome, Italie, vol. XLIX, no   1-4, avril 1983, (troisième série), p.  269-297.
- « Les Juifs livournais en Afrique du Nord », Livorno e il mediterraneo : La Nazione ebrea fra Italia, Levante e Africa del nord, actes du colloque organisé par la Fondazione Franco Antonicelli et l'Istituto Regionale Toscano di Cultura Ebraica, mars 1984, Livourne, Italie, La Rassegna Mensile di Israel, Rome, Italie, 1984, Vol. L, no   9-10-11-12, troisième série, p.  650-706.
- « À propos du pogrom de Constantine (août 1934) », Revue des études juives, Paris, janvier-septembre 1985, t. CXLIV, fasc. 1-3, p.  181-186.
- « Le décret Crémieux et l'insurrection de 1871 en Algérie », Revue d'histoire Moderne et Contemporaine, Paris, t. XXXV, janvier-mars 1988, no   1, p.  61-87.
- « En EspagneParcours, L'Algérie, les hommes & l'histoire, médiévale : un âge d'or juif », Histoire, économie et société, Paris, 7eannée, 1er trimestre 1988, p.  3-17.
- « Un médecin juif à la cour de France au début du XVIIe siècle : Élie de Montalto », Yod, Paris, no   26, 1987, imprimé en décembre 1988, p.  45-56.
- « Rétrospective sur la guerre de libération algérienne, il y a 25 ans : l'indépendance de l'Algérie », Parcours, L'Algérie, les hommes et l'histoire, Paris, no   12, mai 1990, p.  112-116.
- « Les conséquences de la naturalisation collective des Juifs d'Algérie », Tsafon, Revue d'études juives du Nord, Lille, no   2/3, été 1990, p.  75-84.
- « Aboulker, Abulkhoyr, Abul-Kohyr », Parcours, L'Algérie, les hommes & l'histoire, Paris, no   13-14, octobre 1990, p.  51-54.
- « Crémieux, Adolphe », Parcours, L'Algérie, les hommes & l'histoire, Paris, no   13-14, octobre 1990, p.  73-78.
- « Les Juifs d'Algérie de la citoyenneté au départ », Cahier d'études maghrébines, Zeitschrift für Studien zum Maghreb, Littérature judéo-maghrébine d'expression française, Cologne, Allemagne, no   3, juin 1991, p.  17-23 ; et dans Communauté nouvelle, Paris, no   55, mai-juillet 1991, p.  96-107.
- « Le Judaïsme séfarade après l'expulsion d'Espagne de 1492, est-il un monde éclaté ? », Histoire Économie et Société, Paris, 1991, 2e trimestre, no   2, p.  143-158, et dans Le Temps Sépharade, no   5, printemps 1992, p.  30-34.
- « Le premier Grand rabbin de Lille, Benjamin Lipman », La synagogue de Lille 1891-1991, Tsafon, Revue d'Études Juives du Nord, Lille, Automne 1991, no   6-7, p.  60-84.
- « Les Juifs d'Algérie, de l'émigration espagnole à la conquête française », Cahiers d'histoire juive, Paris, no   2, Presses de l'Université Paris-Sorbonne, 1991, p.  57-73.
- « Le statut des Juifs dans l'Empire Ottoman au XIXe siècle », au colloque The Quincentennial Foundation International Seminar « The Contribution of Turkish Jewish Scholars to Law and Culture through the Centuries », Istanbul, dans Revue historique de droit français et étranger, no   70 (2), avril-juin 1992, p.  197-210.
- « Bilan du Judaïsme espagnol des origines à l'expulsion (1492) », dans Boletín de la Real Academia de Extremadura de las letras y las artes, Cáceres, Espagne, no   III, juillet-décembre 1992, p.  153-172.
- « Les Juifs espagnols des origines à l'expulsion de 1492 et au-delà », dans 1492 - Reconquista -conquista y consecuencias, Cahiers de Recherches, « Langues et cultures opprimées et minorisées », no   3, université Paris-VIII, Saint-Denis, vol. 2, 1993, p.  336-354.
- « La chute de Grenade : fin de la Reconquête chrétienne », dans 1492 - Reconquista - conquista y consecuencias, Cahiers de Recherches, « Langues et cultures opprimées et minorisées », no   3, Université Paris VIII, Saint-Denis, vol. 2, 1993, p.  431-453.
- « Moïse face à l'histoire » dans Tsafon, Revue d'études juives du Nord, Lille, no   13, automne 1993, p.  36-56.
- « Les émeutes de 1391 en Espagne », dans Yod, Domaine Judéo-espagnol, II. Cinquième centenaire de l'expulsion des Juifs d'Espagne, no   35, novembre 1993, p.  9-26.
- « Les effets de l'affaire Dreyfus en Algérie », dans Archives juives, Revue d'histoire des Juifs de France, no   27/1, Liana Levi, 1er semestre 1994, p.  58-71.
- « Benjamin Lipman, grand rabbin (Metz, 1819 - Lille, 1886) », dans Archives Juives, Revue d'histoire des Juifs de France, no   27/1, Liana Levi, 1er semestre 1994, p.  110-112.
- « Zadoc Kahn, grand rabbin de France (Mommenheim, Bas-Rhin, 18 février 1839 - Paris, 8 décembre 1905) », dans Archives Juives, no   27/2e semestre 1994, p.  105-109.
- « Disparition du Grand rabbin du Consistoire central Jacob Kaplan », dans Communauté Nouvelle, no   76, décembre 1994, p.  14-16 ; dans Sens, Paris, no   5, mai 1995, p.  188-191 et « Jacob Kaplan (novembre 1895-décembre 1994) », dans Passages, Paris, no   68, avril-mai 1995, p.  65-66.
- « Les inscriptions du cimetière juif de Metz », dans Cahiers d'Études Juives, no   III, Centre d'Études Juives, Université de Paris IV Sorbonne, Presses de l'Université de Paris-Sorbonne, 1995, p.  69-104 bis.
- « Les Juifs d'Algérie pendant la guerre d'indépendance (1954-1962) », dans Archives juives, no   29/1, 1er  semestre 1996, p.  15-29.
- « Jean-Michel, dit Jean, Atlan, poète et peintre (Constantine, 23 janvier 1913 - Paris 1er février 1960) », dans Archives juives, no   29/1, 1er semestre 1996, p.  107-109.
- « L'évolution de l'histoire juive », dans Sens, Paris, no 3, mars 1996, p.  106-109.
- « Un rabbin ashkénaze en Algérie dans la deuxième moitié du XIXe siècle : Mahir Charleville », dans Yod, Revue des Études hébraïques et juives modernes et contemporaines, Les études juives en Europe hier et aujourd'hui, hommage à René-Samuel Sirat, no   1-2, nouvelle série, 1995-1996, p.  21-30.
- « Les Juifs de Safed du XVIe au XVIIIe siècle », dans Tsafon, Revue d'études juives du Nord, no   26-27, été-automne 1996, p.  15-87.
- « Les Juifs d'Algérie dans la tourmente antisémite du XXe siècle », dans Revue européenne des études hébraïques, REEH, Institut européen d'études hébraïques, université Paris VIII, Saint-Denis, no   1, 1996, p.  58-60 (résumé en hébreu), p.  146-104 (numérotation hébraïque) [57-99].
- « Disparition d'un guide d'une génération Rav Léon Askénazi (Manitou) », dans Sens, Paris, no   2, février 1997, p.  51-53 ; dans Passages, no   80, novembre-décembre 1996, p.  71.
- « Tradition et histoire », Moïse hébreu, Moïse égyptien, dans Revue d'éthique et de théologie morale « Le Supplément », no   201, juin 1997, Cerf, p.  149-174, p.  155-156, 165.
- « Archéologie et histoire », Moïse hébreu, Moïse égyptien, dans Revue d'éthique et de théologie morale « Le Supplément », no   201, juin 1997, Cerf, p.  175-184.
- « La communauté juive libanaise jusqu'à la fin du mandat français », au Colloque international, L'avenir du français au Liban, carrefour de trois continents, 18-20 octobre 1996, Saint-Michael's College, université de Toronto, Collège universitaire Glendon, université York, Toronto (Ontario) Canada, dans REEH (Revue Européenne des Études Hébraïques), Institut Européen d'Études Hébraïques, université Paris-VIII, Saint-Denis, no   2, 1997, p.  82-84 (résumé en hébreu), p.  177-155 (numérotation hébraïque) [46-68].
- « La prensa djudeo-espanyola en Izmir antes de 1914 », dans Aki Yerushalayim, Revista Kulturala Djudeo-Espanyola, Jérusalem, Israël, 18e année, no   56, 1997, p.  40-42.
- « L'École rabbinique de France à Metz de 1830 à 1840 », Colloque Aspects de la vie religieuse : l'étude et la prière dans le Judaïsmedu 13 au 15 mai 1991 à l'Université de Paris-Sorbonne, Paris IV, Revue des Études juives, janvier-juin 1999, t. 158, fasc. 1-2, p.  125-154.
- « L'accueil des Juifs d'Algérie en Alsace (juin-juillet 1962) », dans Yod, « Migrations juives en diaspora après 1945 », no   6, nouvelle série, 1999, p.  67-79.
- « Les négociants juifs d'Afrique du Nord et la mer à l'époque moderne », Revue française d'histoire d'Outre-mer, no   326-327, 1er semestre 2000, p.  109-135.
- « Introduction au numéro de la Revue française d'histoire d'Outre-mer, Les Juifs et la mer », no   326-327, 1er semestre 2000, p.  7-13, direction de cette étude : Ariane Kalfa « L'Hébreu et l'eau des fleuves », p.  15-23 ; Nadav Kashtan « Perceptions juives du navire dans les textes bibliques et gréco-romains : réalité et métaphores », p.  25-36 ; Ida Kummer « D'un rivage à l'autre : images d'errance et de terres promises », p.  37-46 ; Simon Schwarzfuchs « Les Sépharades et la mer », p.  47-60; Haïm Vidal Séphiha « La mer dans la culture judéo-espagnole orale », p.  61-72 ; Frédéric Mauro « Les Juifs dans le peuplement et la conquête des mers d'Europe et d'Amérique 1300 à 1900 », p.  73-81; Jean Pierre Filippini « Les négociants juifs de Livourne et la mer au XVIIIe siècle», p.  83-108 ; Richard Ayoun « Les négociants juifs d'Afrique du Nord et la mer à l'époque moderne », p.  109-135.
- « Les Juifs d'Algérie : des origines aux accords d'Évian », 2000 ans d'Algérie, no   3, carnets Séguier, Biarritz, Atlantica, 2000, p.  13-41.
- « Max Régis : un antijuif au tournant du XXe siècle », Revue d'histoire de la Shoah. Le monde juif, « Une passion sans fin. Entre Dreyfus et Vichy : aspects de l'antisémitisme français », Paris, Centre de documentation juive contemporaine, no   173, septembre-décembre 2001, p.  137-169.
- « Les Juifs séfarades à Salonique : Un second âge d'or de 1850 à 1917 », communication au colloque international de Sociologie, Identité culturelle, Coexistence culturelle, Université de Macédoine et Centre d'histoire de la ville de Thessalonique, Thessalonique, 1-3 octobre 1997, dans Neue Romania, Judenspanisch V, Institut für Romanische Philologie der Freien Universität Berlin, Berlin, no   24, 2001, p.  37-62.
- « Recherches sur le judaïsme entre islam et chrétienté, du Moyen Âge à l'époque contemporaine », dans Revue des études juives, Paris, t. 160, juillet-décembre 2001, fasc. 3-4, p.  459-492.
- « The portuguese crypto jews of Nantes in the 16th century », The society for crypto-judaic studies, eleventh annual conference, Pueblo, Colorado, U.S.A., 19 au 21 août 2001, Halapid, Scottsdale, Arizona, U.S.A, hiver 2002, vol. IX, p.  4, 5, 8, 9.
- 11e colloque britannique sur les études Judéo-Espagnoles tenu à Londres du 27 au 29 juin 1999 dans REEH (Revue Européenne des Études Hébraïques), Saint-Denis, no   5, 2001, p.  83-78 (numérotation hébraïque), [178-183].
- « Une nouvelle conception du métier de rabbin : le rabbin consistorial en France au XIXe siècle », Archives Juives, Paris, no   35/2, 2esemestre 2002, p.  123-127.
- « Le rabbin en France au XIXe siècle », REEH (Revue européenne des études hébraïques), Saint-Denis, no   7, 2002, p.  87-102.
- « Le Grand rabbin d'Algérie David Askénazi », REEH (Revue Européenne des Études Hébraïques), Saint-Denis, no   7, 2002, p.  103-108.
- « Mémoire et histoire des Juifs et des Arabo-Musulmans en Algérie », Acte du colloque « Mémoire et histoire, quel enseignement en tirer ? », Fraternité d'Abraham, no   122, avril 2004, p.  9-13.
- « Corps à vendre : sur la prostitution juive en Algérie avant et après la conquête française », dans Le corps maghrébin dans tous ses états, CELAAN (Revue du Centre d'Études des Littératures et des Arts d'Afrique du Nord, Review of the Center for the Studies of the Literatures and Arts of North Africa), Vol. 4, no   1-2, Fall 2005, New York, USA, p.  30-52.
- « L'Exil des Juifs d'Afrique du Nord à l'époque contemporaine », Insaniyat, Revue algérienne d'anthropologie et de sciences sociales, Oran, no   31, janvier-mars 2006, p.  97-112, 199, 205, 211, et p.  102 en arabe.
- « Les Juifs tétouanais à Oran de la fin du XVIIIe au début du  Xe siècle» dans Brit, Ashdod, Israël, no   25, printemps 2006, p.  236-249.
- « Sur la charité israélite en Algérie lors de la présence française », Mémoire plurielle, Les Cahiers d'Afrique du Nord, no   51, mars 2007, p.  32-35.
- « Le Professeur Haïm Zafrani, la rigueur de la science au service de l'Histoire et du dialogue (Essaouira, Mogador, Maroc; 10 juin 1922 - Paris, 31 mars 2004), Brit, Revue des Juifs du Maroc, Ashdod, Israël, no   26, printemps 2007, p.  3-29.
- « La relation entre le langage et la culture sur plus de quatre millénaires d'histoire écrite au Proche-Orient », Brit, Revue des Juifs du Maroc, Ashdod, Israël, no   26, printemps 2007, p.  30-35.
- « Les principaux aspects de la civilisation islamique dans l'Espagne médiévale », Brit, Revue des Juifs du Maroc, Ashdod, Israël, no   27, printemps 2008, p.  58-65.
- « Les systèmes religieux du Judaïsme à la fin de l'Antiquité », Brit, Revue des Juifs du Maroc, Ashdod, Israël, no   27, printemps 2008, p.  66-72.
- « La rencontre entre l'islam et le judaïsme depuis le VIIe siècle jusqu'à notre époque », Brit, Revue des Juifs du Maroc, Ashdod, Israël, no   27, printemps 2008, p.  73-82.
- « La communauté juive de Salonique au premier âge d'or », Kaminando i Avlando, En cheminant et en parlant, Paris, no   3, mai-juin 2008, p.  6-8.
- « L'esprit de solidarité entre les travailleurs » dans La Solidaridad Ovradera » au Colloque Eleventh British Conference on Judeo-Spanish Studies du 27 au 29 juin 1999 au Queen Mary and Westfield College, Department of Hispanic Studies, Université de Londres, dans REEH, no 14, 2009, p.  27-45.

#### Autres
- « Richard AYOUN : hommage posthume à un grand historien. Une identité séfarade ? Une cause chère au cœur de l'historien » dans Maurice-Ruben HAYOUN, L'identité juive et la culture européenne. Sachons préserver notre héritage commun. juin 2009, Armand Colin, (Coll. " Agora"), 603p., p. 334-349.
- « Hommage à Richard AYOUN (1948-2008) », par Jean-Pierre FILIPPINI, Revue des Études Juives, Vol. 168, 3-4, juillet-décembre 2009, p. 361-365.